# Instituto de Ferrocarriles del Estado
El Instituto de Ferrocarriles del Estado es una empresa estatal de Venezuela que se encarga de la gestión de los servicios de ferrocarril para carga de materiales y transporte de pasajeros.

## Historia

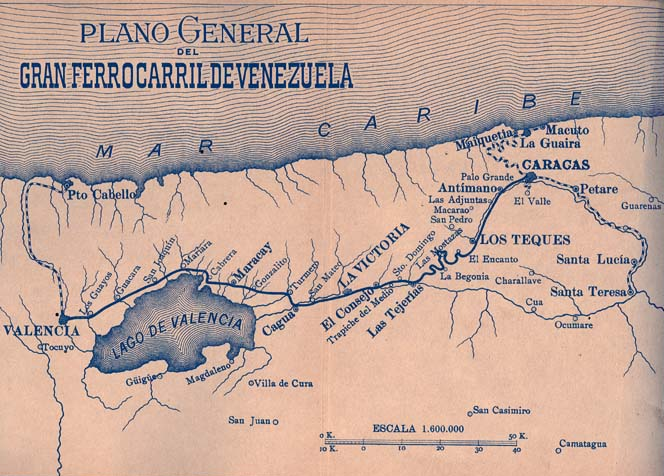
Planos Generales del, Gran Ferrocarril de Venezuela (GFV) con porciones del Ferrocarril Inglés (Valencia-Puerto Cabello; Caracas-La Guaira). Su construcción inició en 1887, Luego de 6 años de trabajo fue finalmente inaugurado el 1 de febrero de 1894

El Instituto fue fundado el 31 de enero de 1946 para administrar el Gran Ferrocarril de Venezuela con el Ferrocarril Central, líneas de gran alcance territorial, y otras de menor alcance como el Ferrocarril Santa Bárbara-El Vigía y el Ferrocarril El Palito-Palma Sola. Esos tramos sirvieron para consolidar un sistema ferroviario nacional. Sin embargo, el sistema decayó con el desarrollo automotor por carretera y los planes quedaron sin concretarse.
En años posteriores, las administraciones siguiente sólo mantuvieron alrededor de 240 kilómetros de vías de un total de 900 kilómetros construidos. Las cargas estaban supeditadas a otros servicios de transporte vial como camiones y otros vehículos.
En 1975/6 fue ideado por el IFE un Plan Ferrocarrilero Nacional que iniciaba en Maracaibo y llegaba a Barquisimeto-Puerto Cabello-Valencia-Cua-Caracas, siguiendo desde Cua hasta Barcelona y Ciudad Bolívar-Ciudad Guayana. La compañía "Saprolate-Tranarg" hizo todos los levantamientos aerofotográficos y sucesivamente el Plan fue aprobado por el entonces Presidente Luis Herrera Campins, pero en los años ochenta el Plan del IFE fue bloqueado por razones económicas después de la devaluación del Bolívar en 1983 y luego fue definitivamente anulado con el Caracazo de 1989. Solamente el tramo Caracas-Cua (promovido -junto con otros- por D'Ambrosio de Saprolate) fue mantenido como proyecto presupuestado (y fue realizado, quedando inaugurado en el 2006 por el presidente Chávez).

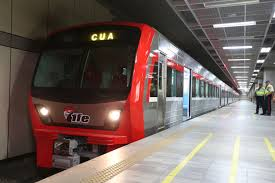
Modelo de tren ferroviario Venezuela

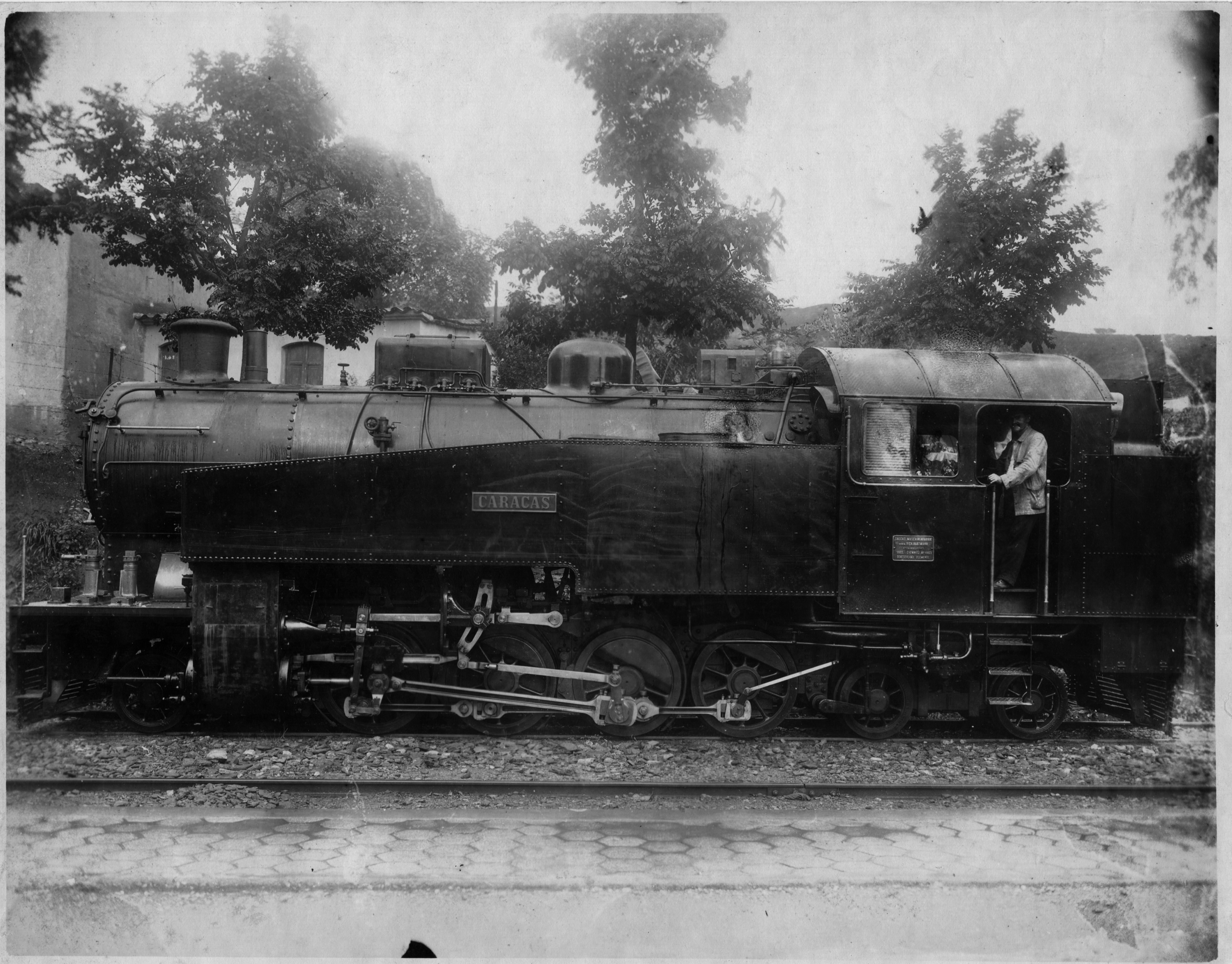
Venezuela 1930 gran ferrocarril

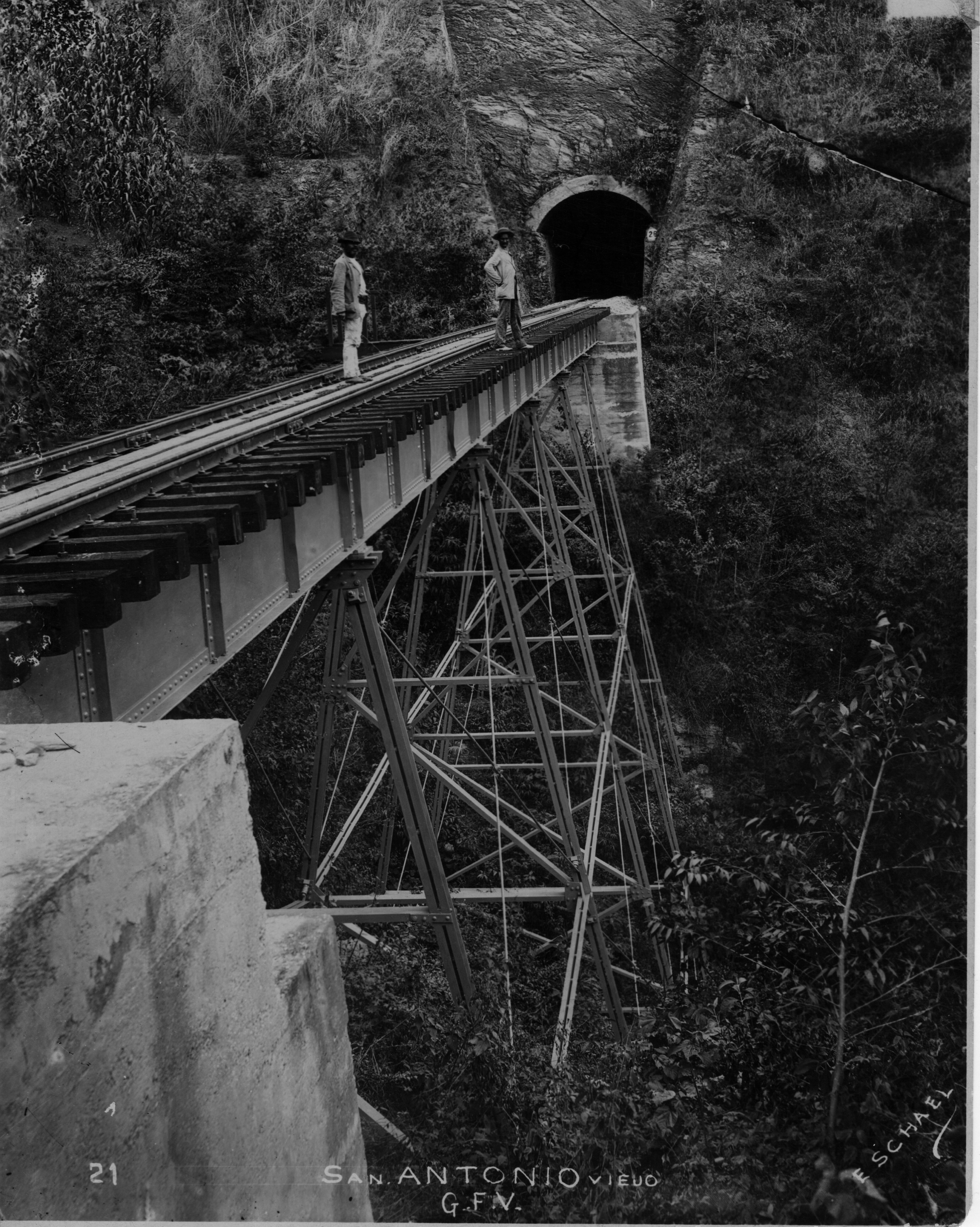
Venezuela 1930 gran ferrocarril

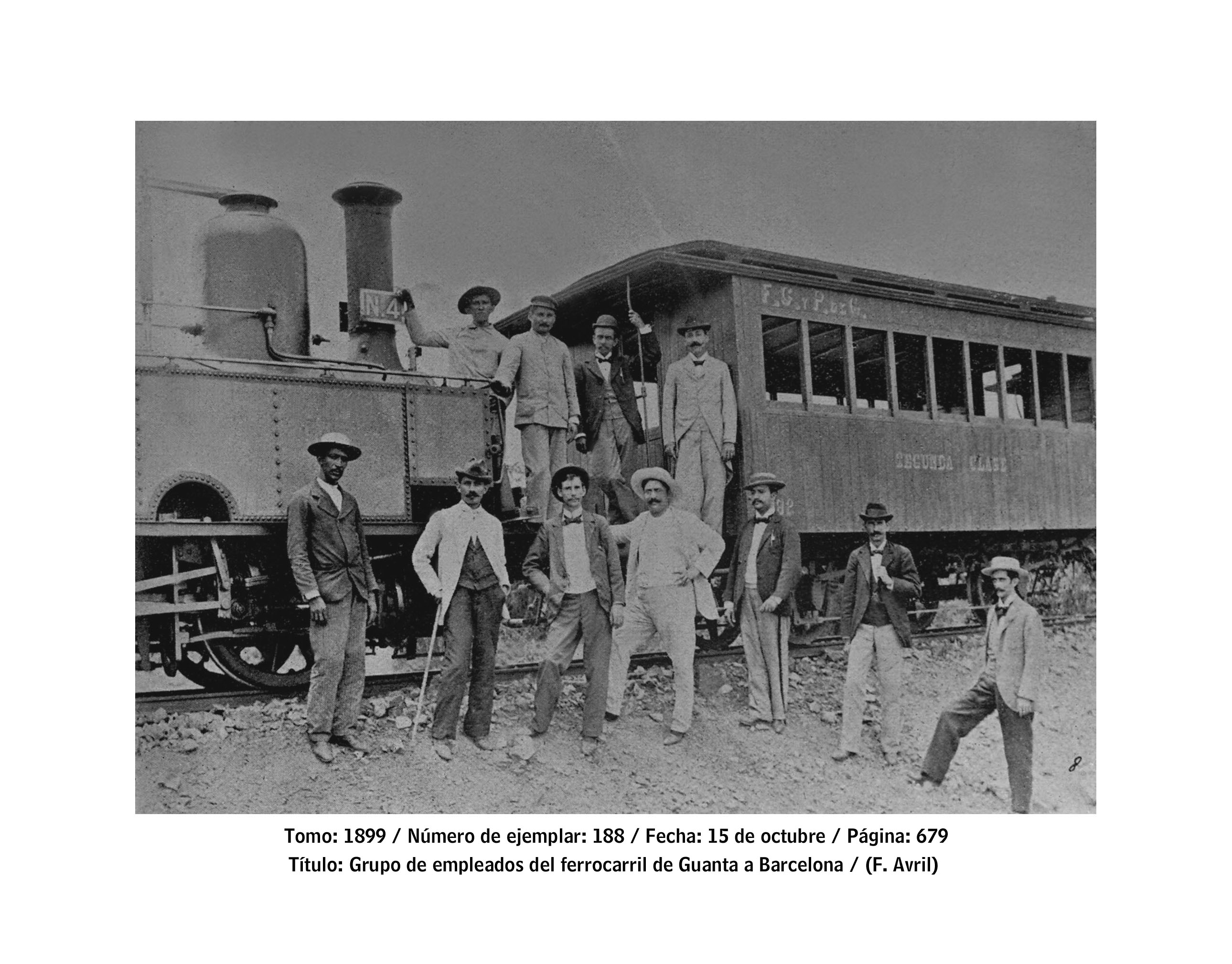
Ferrocarril Guanta - Barcelona Venezuela 1899

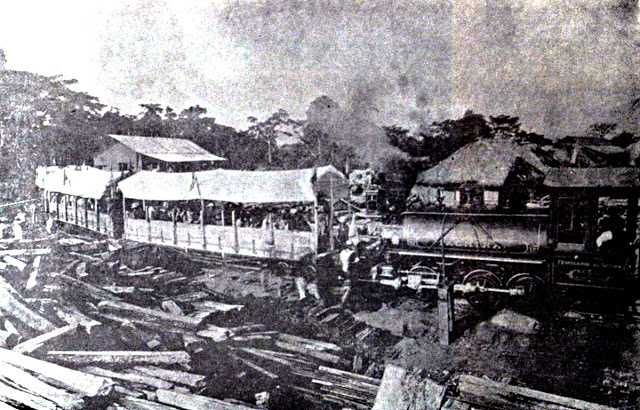
Daguerrotipo de la salida inaugural, de la estación de Encontrados (Estado Zulia) hacia Uracá (Estado Táchira), del Gran Ferrocarril del Táchira

Efectivamente en 1999 la promulgación de la nueva constitución dio prioridad al servicio ferroviario en su Artículo 156. Desde entonces la empresa se ha dedicado a la implementación y articulación del Sistema Ferroviario Nacional a través del desarrollo de diversos tramos. El primero de ellos fue el Sistema Ezequiel Zamora en la sección que une a Caracas con los Valles del Tuy, inaugurado para operaciones comerciales en octubre de 2006. Hoy en día se continúa con el desarrollo del tramo hacia Maracay, además del sistema Simón Bolívar y la rehabilitación de vías antiguas del Gran Ferrocarril, como la del Parque Recreacional El Encanto.

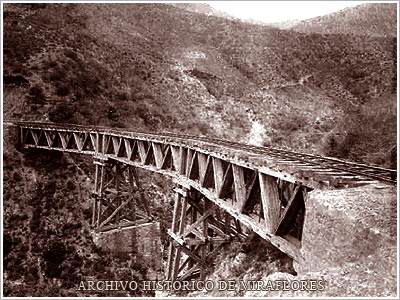
Ferrocarril Caracas - La Guaira. Año (1870-1887)

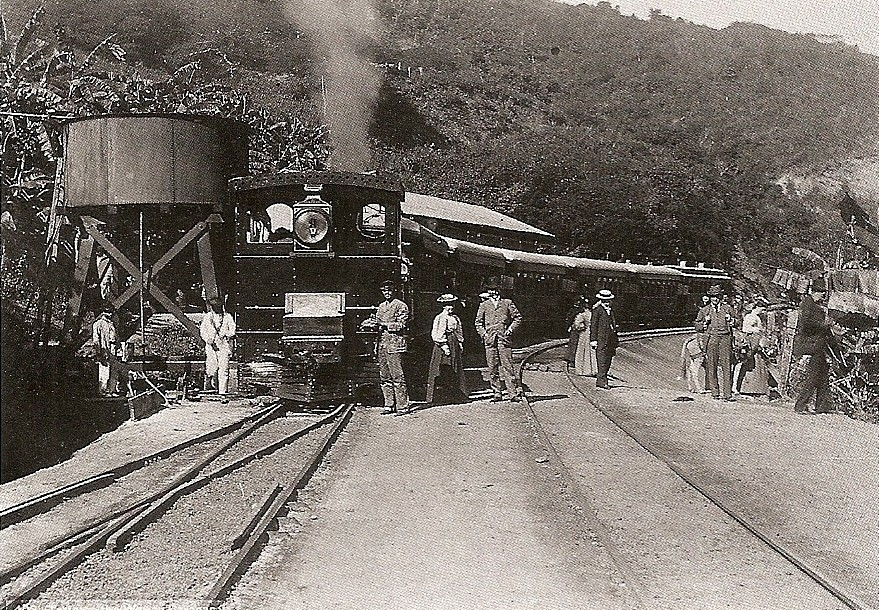
Caracas - La Guaira Estación El Zig-zag 1916

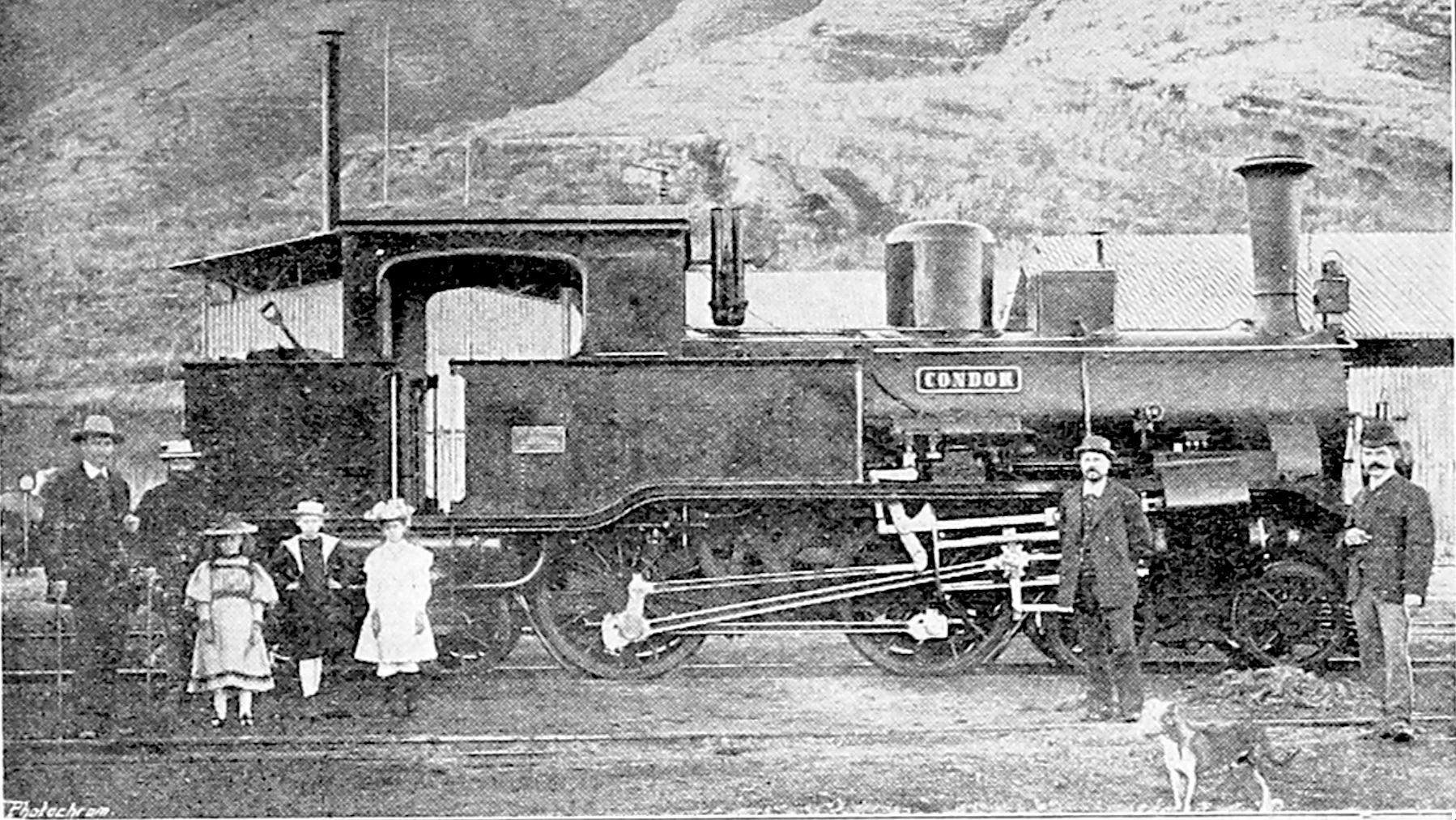
'Condor' Ferrocarril de Venezuela

## Servicios
Para julio de 2009, el IFE sólo presta servicio ferroviario para pasajeros en las ciudades de Caracas, Charallave y Cúa, con un recorrido de treinta minutos entre cada extremo. Su horario de operaciones está entre las 5:00 AM y las 10:00 PM.
Para transportes de carga, efectúa traslados de mercancía de tres mil a seis mil toneladas mensuales, con una frecuencia de dos viajes diarios desde las 6:00 hasta las 11:30 AM entre Puerto Cabello y Barquisimeto.
Para transportes de pasajero, efectúa traslados con una frecuencia de dos viajes diarios en dirección Yaritagua - Barquisimeto 6:00 am y de retorno Barquisimeto-Yaritagua 4:30 pm.

## Material rodante
Los trenes en funcionamiento en el tramo Ezequiel Zamora, son trenes suburbanos EMU  fabricados por Nippon Sharyo. Hay dos modelos, los series 1000, que fueron entregados al iniciar las operaciones del tramo en 2006, y los series 3000 entregados en 2013. Cada tren consta de cuatro vagones con tracción en dos de ellos.
Los trenes que serán destinados para el Sistema Simón Bolívar poseerán alta tecnología y serán de fabricación china, teniendo un costo de aproximadamente 99 millones de dólares.
En una oportunidad se esbozó la posibilidad de paralizar las contrataciones a las empresas fabricantes (casi todas de China) para privilegiar el modelo venezolano de tren electromagnético (TELMAGV) para su uso en las diversas redes que se estaban creando.

## Mapa ferrocarrilero del 2017

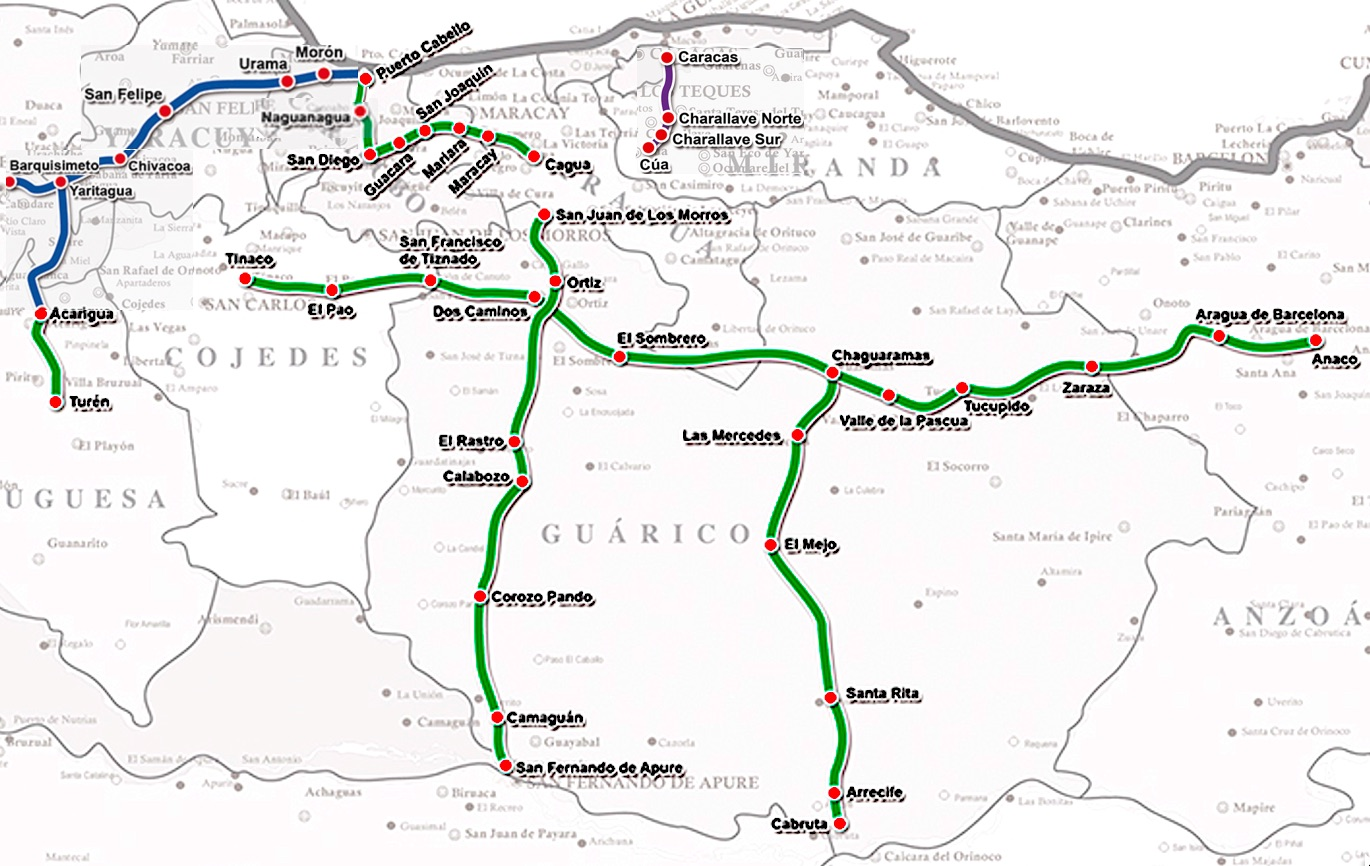
Mapa del sistema ferroviario venezolano en el 2017, indicando en violeta el tramo ferrocarrilero inaugurado en el 2006 (Caracas-Cua), en azul el tramo restructurado y funcionante (Puerto Cabello-Barquisimeto) y en verde los tramos en construcción pero actualmente paralizados desde el 2018. Hay otros tramos, como los del área de Maracaibo y del oriente venezolano, que están solamente proyectados.